# 둠 2 (영화)
《둠 2》(영어: Dhoom 2) 혹은 천재도둑 미스터 A는 2006년 공개된 인도의 액션 스릴러 영화이다.
둠 2는 주로 인도, 더반, 리우데자네이루에서 촬영되었으며, 브라질에서 촬영된 최초의 주요 힌디어 영화가 되었다. 둠 2는 2006년 11월 24일에 출시되어 액션 시퀀스, 사운드트랙, 영화 촬영 및 출연진 연기(특히 로샨)에 대해서는 칭찬을 받았지만 대본과 속도에 대해서는 비판을 받으며 비평가들의 긍정적인 평가를 받았다.

## 줄거리
영화 '둠 2'는 뛰어난 도둑 'Mr. A'가 여왕의 왕관을 훔치는 것으로 시작된다. 경찰은 특별 수사관 쇼날리와 함께 수사를 시작하고, Mr. A의 다음 범행 장소를 추리해 박물관에 잠복하지만, Mr. A는 변장술로 다이아몬드를 훔쳐 달아난다. 이후 Mr. A의 모방범이 등장하고, 그 모방범인 '수네리'는 Mr. A와 협력하려 하지만 거절당한다. 농구 대결 후 둘은 결국 손을 잡게 된다.
리오데자네이루에서 Mr. A와 수네리는 다음 범행을 계획하고, 경찰은 그곳으로 향한다. 수네리는 경찰과 협력하여 Mr. A를 잡으려 하지만, 그와 사랑에 빠지고 그의 정체가 아리안이라는 것을 알게 된다. 카니발에서 아리안은 수네리가 경찰과 내통한 것을 알고 배신감을 느낀다. 아리안은 수네리에게 러시안 룰렛 게임을 강요하고, 그녀는 그를 배신한 것을 후회하며 사랑을 고백한다.
마지막 범행에서 아리안과 수네리는 고대 동전을 훔치고, 수네리는 경찰과의 약속을 깨고 아리안과 함께 도주한다. 폭포에서 경찰과 추격전이 벌어지고, 수네리는 아리안을 쏘지만, 그를 사랑하는 마음 때문에 진실을 숨긴다.
6개월 후, 아리안과 수네리는 피지 섬에서 레스토랑을 운영하며 행복하게 살고 있다. 경찰은 그들을 추적하지만, 그들의 사랑을 확인하고 더 이상 범죄를 저지르지 않는다는 조건하에 그들을 풀어준다. 마지막 장면에서 경찰은 다음 사건을 위해 인도로 돌아갈 준비를 한다.

## 출연

### 주연
- 리틱 로샨 : 아리안 역
- 아이쉬와라 라이 : 수네리 역

### 조연
- 아비쉑 밧찬 : 제이 역
- 우다이 초프라 : 알리 역
- 비파샤 바수 : 쇼날리 보스 / 모날리 보스 역
- 리미 센

## 기타
- 라인프로듀서: 요겐드라 모그레
- 미술: 라치나 라스토기
- 의상: 아나이타 슈로프
- 수입:  시네마천국